# Kalbidzi
Kalbidzi – dynastia muzułmańska rządząca Sycylią w latach 948-1053. Pochodzili z grupy plemion południowoarabskich o nazwie Kalb.

Włochy w 1000

W 827, podczas gdy w Bizancjum toczył się konflikt wewnętrzny, do Marsali przybyli Aghlabidzi z flotą 10 000 ludzi pod dowództwem Asada ibn al-Furata. Zdobyte w 831 Palermo zostało uczynione nową stolicą. Syrakuzy upadły w 878, a w 902 Taormina – ostatni bastion Bizancjum na wyspie. W tym samym czasie muzułmanie kilkakrotnie wtargnęli do południowych Włoch i założyli nowe emiraty w Tarencie i Bari. W tym okresie miały też miejsce ciągłe walki o władzę między muzułmanami. Nominalnie wyspa pozostawała pod rządami Aghlabidów, a potem Fatymidów.
Po udanym stłumieniu buntu Fatymidzki kalif mianował Hassana al-Kalbiego (948-964) emirem Sycylii jako pierwszego z dynastii Kalbidów. Fatymidzi wybrali Kalbidów na władców przed przeniesieniem swej stolicy z Ifrikiji do Kairu w 969. Wypady do południowych Włoch trwały pod rządami Kalbidów do XI wieku, a w 982 armia niemiecka pod dowództwem cesarza Ottona II została pobita w bitwie pod Stilo niedaleko Crotone w Kalabrii. Dynastia rozpoczęła nieprzerwany okres upadku od czasów emira Jusufa al-Kalbiego (990-998), który powierzył wyspę synom i stworzył tym miejsce dla ingerencji ze strony Zirydów z Ifrikiji. Pod rządami al-Akhala (1017-1037) nasilił się konflikt dynastyczny między frakcjami, które sprzymierzały się czasem z Bizancjum, a czasem z Zirydami. Chociaż żadna z tych sił nie mogła opanować Sycylii na stałe, pod rządami Hasana as-Samsama (1040-1053) wyspa została podzielona na małe lenna. Dynastia Kalbidów wygasła w 1053, a w 1061 przybyli z południowych Włoch Normanowie pod wodzą Rogera I i rozpoczęli podbój, który zakończył się w 1091. Muzułmanom pozwolono pozostać i odgrywać ważną rolę w administracji, wojsku i gospodarce królestwa Normanów aż do XII wieku.
Pod władzą dynastii Kalbidów Sycylia, a szczególnie Palermo, była ważnym centrum gospodarczym w rejonie śródziemnomorskim. Muzułmanie wprowadzili uprawę cytryn, gorzkiej pomarańczy i trzciny cukrowej, a także bawełny i morwy dla hodowli jedwabników. Wybudowali również systemy nawadniające dla rolnictwa. Sycylia była też ważnym węzłem handlowym między Bliskim Wschodem a Afryką Północną i włoskimi republikami morskimi
takimi jak Amalfi, Piza czy Genua.

## Władcy
- Hassan al-Kalbi (948-964)
- Ahmad (964-969)
- Abu al-Kasim (970-982) – zginął w bitwie pod Stilo
- Dżabir al-Kalbi (982-983)
- Dżafar al-Kalbi (983-985)
- Abd-Allah al-Kalbi (985-990)
- Jusuf al-Kalbi (990-998)
- Dżafar al-Kalbi (998-1019)
- al-Akhal (1019-1037)
- Hasan as-Samsam (1040-1053)